# Elección presidencial de Haití de 1988
La elección presidencial haitiana de 1988 tuvo lugar el 17 de enero de 1988, después de que las elecciones generales de 1987 fueran canceladas debido a una matanza de votantes el día de las elecciones, la cual fue orquestada o tolerada por el ejército haitiano.
Las elecciones fueron boicoteadas por la mayoría de los candidatos que habían participado en las elecciones anteriores y la participación fue inferior al 4%.
Los resultados oficiales se hicieron públicos el 24 de enero, y fueron una victoria para Leslie Manigat de la Agrupación de Demócratas Nacionales Progresistas. Sin embargo, el presidente fue destituido el 20 de junio tras un golpe militar.

## Resultados
| Candidato                   | Partido                                          | Votos     | %    |
| --------------------------- | ------------------------------------------------ | --------- | ---- |
| Leslie Manigat              | Agrupación de Demócratas Nacionales Progresistas | 534,110   | 50.2 |
| Hubert de Ronceray          | Movimiento por el Desarrollo Nacional            | 209,526   | 19.7 |
| Gérard Philippe Auguste     | Movimiento Obrero Campesino                      | 151,391   | 14.2 |
| Grégoire Eugène             | Partido Social Cristiano                         | 97,556    | 9.2  |
| Alphonse Lahèns             | Movimiento Nacional Progresista Haitiano         | 34,371    | 3.2  |
| Michel Lamartinière Honorat | Unión Nacional de Fuerzas Democráticas           | 16,550    | 1.6  |
| Jean Théagène               | Unión Nacional de Demócratas Haitianos           | 15,113    | 1.4  |
| Hugo Noël                   |                                                  | 2,892     | 0.3  |
| Arnold Dumas                | Partido Nacional de Defensa de los Trabajadores  | 1,264     | 0.1  |
| Hector Estimé               |                                                  | 471       | 0.0  |
| Dieuveuil Joseph            |                                                  | 149       | 0.0  |
| Lysias Verret               | Partido de la Agrupación Nacional                | 77        | 0.0  |
| Edouard Francisque          | Unión por la Renovación Haitiana                 | 59        | 0.0  |
| Raphaël François            |                                                  | 8         | 0.0  |
| Votos nulos/en blanco       | Votos nulos/en blanco                            |           | –    |
| Total                       | Total                                            | 1,063,537 | 100  |
| Fuente: Nohlen              |                                                  |           |      |